# 조지 셰릴
조지 프리드리히 셰릴(George Friederich Sherrill, 1977년 4월 19일 ~ )는 미국 출신의 야구 선수이다. 전 메이저 리그 시애틀 매리너스의 선수이다.